# Francouzské lyceum v Praze
Francouzské lyceum v Praze (francouzsky Lycée français de Prague) je francouzská mezinárodní škola nacházející se na pražském Smíchově, na adrese Drtinova 304/7. Škola pokrývá úroveň tzv. pre-maternelle (mateřská škol), přes první a druhý stupeň školy základní, až po lyceum (gymnázium). Výuka probíhá v souladu s oficiálními francouzskými osnovami a zároveň rozvíjí jazyk a kulturu České republiky.
Školu spravuje Agentura pro francouzské školství v zahraničí (AEFE). Ta byla zřízena v roce 1990 a k roku 2023 spravuje necelých 566 školských zařízení. Vedení školy také spolupracuje se zaměstnanci Francouzského velvyslanectví v Praze. Přibližně 40 % žáků zde představují Francouzi, 35 % Češi a 10 % bilingvní žáci (děti z českofrancouzských rodin).